# Maiola Kalili
Maiola Kalili (n. 3 noiembrie 1909, Territory of Hawaii⁠(d), SUA – d. 23 august 1972, Los Angeles, California, SUA) a fost un înotător ce a reprezentat Statele Unite ale Americii, medaliat olimpic. A participat la o ediție a Jocurilor Olimpice (1932) în care a câștigat două medalii de argint.